# Joanne Woollard
Joanne Woollard (* vor 1970; † 27. Februar 2015) war eine britische Szenenbildnerin.

## Leben
Woollard arbeitete 1970 als Kostümbildnerin an John Boormans Filmkomödie Leo der Letzte mit Marcello Mastroianni in der Titelrolle. Dies blieb für die nächsten 15 Jahre ihre einzige Mitwirkung bei einem Spielfilm. Von 1985 bis einschließlich 2013 war sie an 25 Filmen als Szenenbildnerin beteiligt. Bereits der vierte Spielfilm, Hope and Glory, brachte ihr 1988 eine Oscar-Nominierung ein. 2014 folgten Nominierungen für einen weiteren Oscar und den BAFTA Film Award für Gravity. Sie konnte jedoch keinen der Preise gewinnen. 

## Filmografie (Auswahl)
- 1985: Déjà Vu
- 1985: White Nights – Die Nacht der Entscheidung (White Nights)
- 1987: Hope and Glory
- 1989: Erik der Wikinger (Erik the Viking)
- 1991: Kafka
- 1993: Und ewig schleichen die Erben (Splitting Heirs)
- 1995: Hackers – Im Netz des FBI (Hackers)
- 1996: 101 Dalmatiner (101 Dalmatians)
- 1997: Wings of the Dove – Die Flügel der Taube (The Wings of the Dove)
- 1999: Das Ende einer Affäre (The End of the Affair)
- 2000: 102 Dalmatiner (102 Dalmatians)
- 2001: Die Liebe der Charlotte Gray (Charlotte Gray)
- 2003: Das Medaillon (The Medallion)
- 2004: Thunderbirds
- 2006: Die History Boys – Fürs Leben lernen (The History Boys)
- 2013: Gravity

## Auszeichnungen
- 1988: Oscar-Nominierung in der Kategorie Bestes Szenenbild für Hope and Glory
- 2014: Oscar-Nominierung in der Kategorie Bestes Szenenbild für Gravity
- 2014: BAFTA-Film-Award-Nominierung in der Kategorie Bestes Szenenbild für Gravity